# Xenokles z Messénie
Xenokles (jiné názvy: Xenoklés, Xenodokos; starořecky: Ξενοκλῆς, Ξενοδόκος) byl v roce 774 př. n. l. vítěz olympijských her v běhu na jedno stadium.
Xenokles z Messénie zvítězil v běhu na jedno stadium na 9. olympijských hrách. Od založení her v roce 776 př. n. l. byl běh na jedno stadium jedinou disciplínou. Hry se o další disciplínu, běh na dvě stadia (diaulos), rozšířily v roce 724 př. n. l. Prvním vítězem v běhu na dvě stadia byl Hypénos z Pisy. Vzdálenost stadia (600 stop) se pohybovala zhruba od 175 do 200 metrů.
Starověký autor Pausaniás uvádí, že v druhém roce deváté olympiády (r. 743 př. n. l.), v které zvítězil v běhu Messénčan Xenokles, začali Sparťani svoje první (velké) vojenské tažení proti Messénii.